# 阿基姆·海恩斯
阿基姆·海恩斯（英語：Akeem Haynes，1992年3月11日—）是一名加拿大短跑运动员。他出生于牙买加，7岁时和家人移居至西北地区耶洛奈夫，10岁时一家人搬到卡尔加里居住。海恩斯曾在2012年入选伦敦奥运加拿大男子4×100米接力队阵容，但并未参加比赛。